# 1981年上級裁判所法
1981年上級裁判所法（1981ねんじょうきゅうさいばんしょほう、英語: Senior Courts Act 1981）は、イングランドおよびウェールズの裁判所に関する法律。原題は1981年最高裁判所法（1981ねんさいこうさいばんしょほう、英: Supreme Court Act 1981）だったが、2005年憲法改革法により連合王国最高裁判所の設立が定められ、イングランド・ウェールズの最高裁判所（Supreme Court of Judicature）が上級裁判所に改称されたため、同法により「1981年最高裁判所法」という略称が「1981年上級裁判所法」に改称された。
イギリスの議会は2003年11月に発表した報告で1981年上級裁判所法をイギリスの憲法を構成する成文法のうち「特に基本的なもの」の1つとしている。

## 内容
イングランド・ウェールズ上級裁判所（控訴院、高等法院、雇用上訴審判所、刑事法院を含む）の構成（第1部）、裁判管轄（第2部）、裁判所職員（第4部）などを定める。
同法の制定に伴い、1857年検認裁判所法、1861年海事裁判所法、1966年刑事上訴法（Criminal Appeal Act 1966）など旧来の裁判関連の制定法が多数廃止された（附則7）。